# 山煤
37°52′21″N 112°33′05″E / 37.87241°N 112.55149°E
山西煤炭进出口集团有限公司，简称山煤、山煤集团，于1980年成立，总部位于山西省太原市煤炭进出口大厦。经营领域涉及煤炭生产、煤炭贸易、非煤贸易以及金融投资、房地产、科技、酒店、海运等产业。

## 历史
1981年5月由山西省人民政府出资设立“山西省地方煤炭对外贸易公司”，隶属山西省外经贸局。1995年成立以山西省煤炭进出口公司为核心的山西煤炭进出口集团，并于2008年整体改制为国有独资公司，更名为“山西煤炭进出口集团公司”。
山煤国际能源集团股份有限公司（上交所：600546），简称山煤国际，前身是中油吉林化建工程股份有限公司（简称中油化建）。由吉化集团公司作为主发起人，在2003年7月于上海证券交易所上市交易。2008年12月19日，山煤集团与吉化集团签署《股份转让协议》；2009年，山煤集团以借壳方式成功上市，公司名称更为现名。
煤炭产量增速较快，生产效率较高，煤炭生产业务盈利能力较强。2016-2018年，山煤集团自有煤炭产量分别为2657万吨、2727万吨和3529万吨，年均增长16%左右；由于人员负担小，生产效率较高，2018年人均吨煤高达2039.88吨/人，煤炭生产业务毛利率为62.19%。截至2019年3月末，山煤集团拥有矿井20座，由大同、忻州、晋中、临汾、长治、晋城六地的54座煤矿整合而来，年生产能力3660万吨/年，煤炭资源储量25.71亿吨，可采储量13.72亿吨。